# Hazardia vernicosa
Hazardia vernicosa là một loài thực vật có hoa trong họ Cúc. Loài này được (Brandegee) W.D.Clark mô tả khoa học đầu tiên năm 1979.